# Bodil Jørgensen
Bodil Jørgensen, född 3 mars 1961 i Vejle, är en dansk skådespelare.
Jørgensen studerade först engelska vid Aarhus Universitet och genomgick därefter skådespelarutbildning vid Statens Teaterskole 1986–1990. Efter en teaterkarriär och mindre filmroller fick hon 1998 sitt genombrott inom filmen med sin roll i Lars von Triers Idioterna. Denna roll gav henne både Robert- och Bodilpriserna för bästa kvinnliga huvudroll.

## Filmografi (i urval)

### Film
- Planetens spejle (1992)
- Russian Pizza Blues (1992)
- Kun en pige (1995)
- Nonnebørn (1997)
- Idioterna (1998)
- Klinkevals (1999)
- Fruen på Hamre (2000)
- Juliane (2000)
- Send mere slik (2001)
- At klappe med een hånd (2001)
- De gröna slaktarna (2003)
- Silkevejen (2004)
- Anklaget (2005)
- Voksne mennesker (2005)
- Der var engang en dreng (2006)
- Erik Nietzsche - De unge år (2007)
- 2010 – Hämnden
- 2025 – Den siste vikingen

### TV-serier
- Strisser på Samsø (1997-1998) avsnitt nummer 1,2,3,4 och 6
- 2004–2007 – Krönikan (TV-serie), avsnitt nummer 1,3,6 och 13
- 2013–2022 – Badhotellet (TV-serie)
- 2021 – Vit sand (TV-serie)

### Julkalendrar
- Alletiders nisse (1995, 2006)
- Jesus Och Josefine (2003)
- Jul i Valhal (2005)